# شامب
تشامب هو طبق أيرلندي يتكوّن من البطاطا المهروسة مع البصل الأخضر، الزبدة والحليب. ويُضاف الملح والفلفل اختياريًا.

## طريقة التحضير
يُحضَّر الشامب باستخدام نبات القرّاص بدلًا من البصل الأخضر. يُعرف هذا الطبق في بعض المناطق باسم بَونديز. ويشبه طبق الشامب طبقًا إيرلنديًا آخر يُسمى كولكانون، الذي يستخدم الكرنب أو الملفوف بدلًا من البصل الأخضر. ينتشر طبق التشامب بشكل كبير في إقليم ألستر، وكان من المعتاد تحضير التشامب باستخدام أول محصول من البطاطس الحديثة.      كما اُستُخدمت كلمة تشامب في التعبيرات الشعبية باللهجة الأيرلندية الإنجليزية، مثل العبارة غليظ مثل التشامب، التي تُشير إلى الشخص الغبي، سيئ المزاج، أو العابس.